# IRX4
IRX4‏ (Iroquois homeobox 4) هوَ بروتين يُشَفر بواسطة جين IRX4 في الإنسان.